# Blende (Schießwesen)
Eine Blende im Schießwesen ist eine Abdeckung, die gefährdete Objekte und Geländeteile gegen Direkt- und Prellschüsse abdeckt. Die Breite und Höhe der Blenden richten sich nach dem Gelände, welche diese schützen sollen.

## Typen von Blenden
Es wird unter folgenden Typen unterschieden:
- Hochblenden
- Tiefblenden
- Seitenbelden
- Nahblenden

Der Standort und die Dimension der Blenden müssen von Fall zu Fall zum Beispiel in der Schweiz durch den "eidgenössischen Schiessanlagenexperten" festgelegt werden.

## Bauart
Es können folgend Bauarten verwendet werden:
- Beton
- Stahl
- Holz mit Sandfüllung

Betonblenden müssen mindestens 20 cm Dicke aufweisen.
Stahlblenden müssen 10 mm dicke Stahlplatten mit einer Zugfestigkeit von 1200 N/mm2 aufweisen.
Holzblenden mit Sandfüllung sind nur für provisorische Bauten zulässig. Diese haben eine Sandfüllung von mindestens 20 cm dicke und für die Wandung Holzbretter von 27 mm Dicke aufzuweisen.
Je nach Topografischer Gegebenheit kann eine Konstruktion alle Blendentypen (Hoch-, Seiten- und Tiefblende) in sich vereinen.
Alle Blenden müssen als Rücksplitterschutz in Schussrichtung eine Verkleidung aus 4 cm Tannenholz oder 2 cm Polyethylen aufweisen. Wenn die Blende mehr als 50 m vom Schützen entfernt ist, kann auf die Verkleidung verzichtet werden.

## Beispielbilder

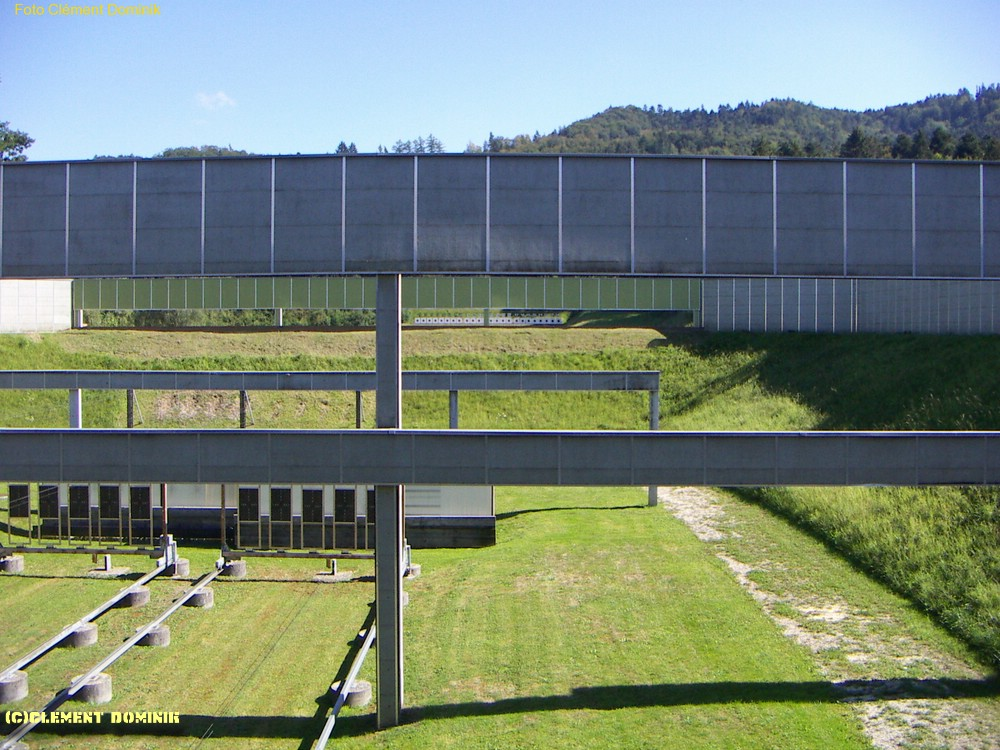
Tief-/Hochblende in einem 25/50 m-Schießstand
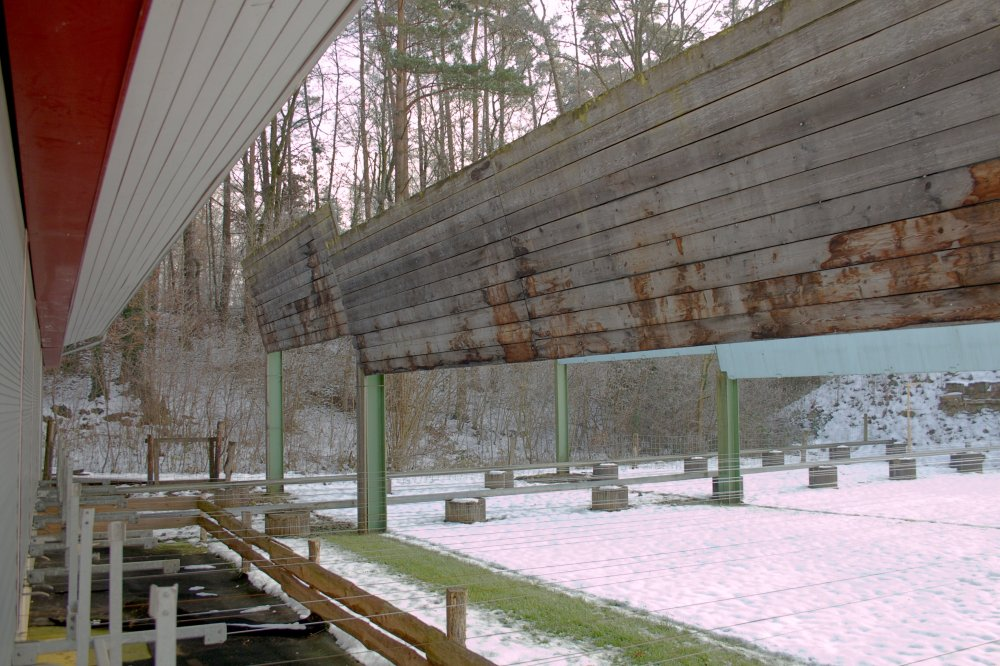
Hoch- und Nahblende in einem 25/50 m-Schießstand
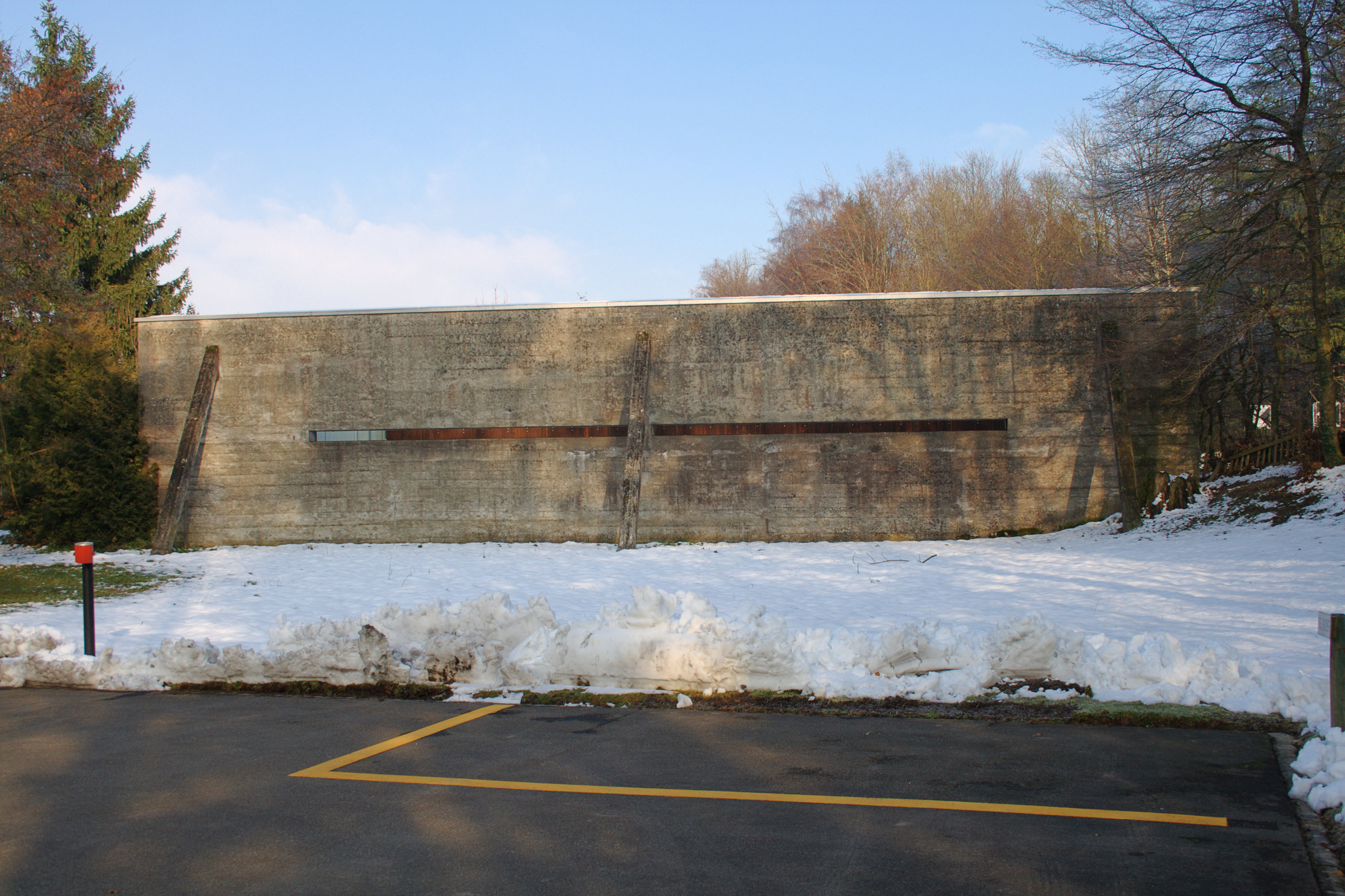
Blende für einen 300 m Schießstand. Beinhaltet: Hoch-, Tief- und Seitenblende in einem Bauwerk
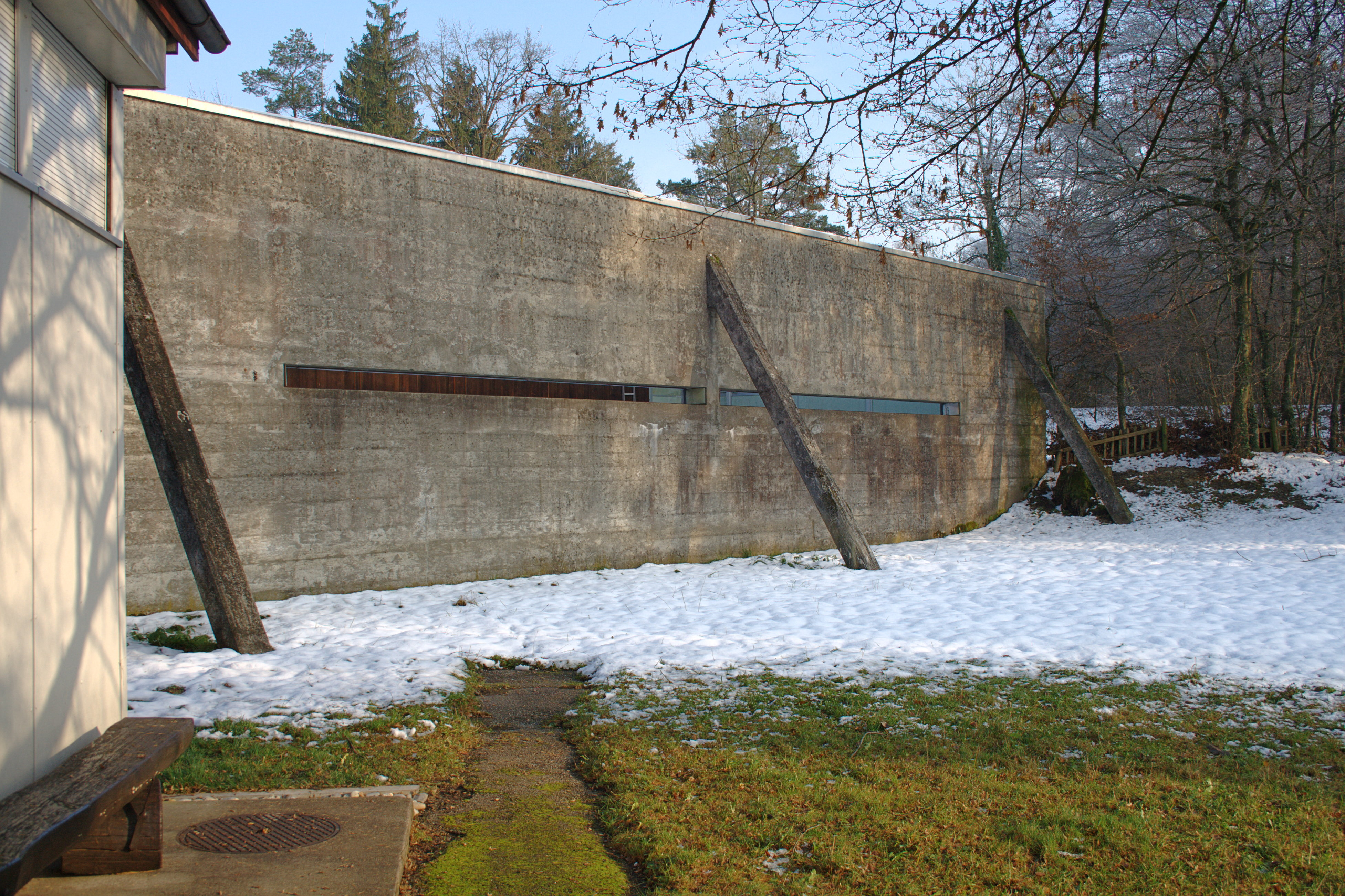
Blende für einen 300 m Schießstand. Beinhaltet: Hoch-, Tief- und Seitenblende in einem Bauwerk